# ジョン・アリス
ジョン・アリス (John Ariss) は、北アメリカにおける最初の職業的建築家。
1751年あるいはその少し前に英国から移住したとされるが、同年にメリーランド新聞に、グレート・ブリテン島から最近やって来た、あらゆる種類と類模の建物、建築家ギップズによる古典オーダーのものでも、現代オーダーのものでもすぐに引き受けます、と広告を出したという。
不運にも彼の仕事は記録されていないが、リッチモンド州のマウントエアリー（1755年から1758年）など、確認されているものもある。ヴァージニアの住宅の幾つかは、彼によって設計されたとされている。これらはギップズ流の風情をもった英国バッラーディオ主義建築であった。